# Luperina obtusa
Luperina obtusa là một loài bướm đêm trong họ Noctuidae.